# Lysandra mixtacaerucincta
Lysandra mixtacaerucincta är en fjärilsart som beskrevs av Bright och Leeds 1938. Lysandra mixtacaerucincta ingår i släktet Lysandra och familjen juvelvingar. Inga underarter finns listade i Catalogue of Life.